# Trichozoma picaria
Trichozoma picaria là một loài bướm đêm trong họ Geometridae.